# Echinothambema aculeata
Echinothambema aculeata is een pissebed uit de familie Echinothambematidae. De wetenschappelijke naam van de soort is voor het eerst geldig gepubliceerd in 1981 door Mezhov.